# Список видов семейства Migidae
Список всех описанных видов пауков семейства Migidae на 3 мая 2011 года.

## Calathotarsus
Calathotarsus Simon, 1903
- Calathotarsus coronatus Simon, 1903 — Чили
- Calathotarsus pihuychen Goloboff, 1991 — Чили
- Calathotarsus simoni Schiapelli & Gerschman, 1975 — Аргентина

## Goloboffia
Goloboffia Griswold & Ledford, 2001
- Goloboffia vellardi (Zapfe, 1961) — Чили

## Heteromigas
Heteromigas Hogg, 1902
- Heteromigas dovei Hogg, 1902 — Тасмания
- Heteromigas terraereginae Raven, 1984 — Квинсленд

## Mallecomigas
Mallecomigas Goloboff & Platnick, 1987
- Mallecomigas schlingeri Goloboff & Platnick, 1987 — Чили

## Micromesomma
Micromesomma Pocock, 1895
- Micromesomma cowani Pocock, 1895 — Мадагаскар

## Migas
Migas L. Koch, 1873
- Migas affinis Berland, 1924 — Новая Каледония
- Migas australis Wilton, 1968 — Новая Зеландия
- Migas borealis Wilton, 1968 — Новая Зеландия
- Migas cambridgei Wilton, 1968 — Новая Зеландия
- Migas cantuarius Wilton, 1968 — Новая Зеландия
- Migas centralis Wilton, 1968 — Новая Зеландия
- Migas cumberi Wilton, 1968 — Новая Зеландия
- Migas distinctus O. P.-Cambridge, 1879 — Новая Зеландия
- Migas gatenbyi Wilton, 1968 — Новая Зеландия
- Migas giveni Wilton, 1968 — Новая Зеландия
- Migas goyeni Wilton, 1968 — Новая Зеландия
- Migas hesperus Wilton, 1968 — Новая Зеландия
- Migas hollowayi Wilton, 1968 — Новая Зеландия
- Migas insularis Wilton, 1968 — Новая Зеландия
- Migas kirki Wilton, 1968 — Новая Зеландия
- Migas kochi Wilton, 1968 — Новая Зеландия
- Migas linburnensis Wilton, 1968 — Новая Зеландия
- Migas lomasi Wilton, 1968 — Новая Зеландия
- Migas marplesi Wilton, 1968 — Новая Зеландия
- Migas minor Wilton, 1968 — Новая Зеландия
- Migas nitens Hickman, 1927 — Тасмания
- Migas otari Wilton, 1968 — Новая Зеландия
- Migas paradoxus L. Koch, 1873 — Новая Зеландия
- Migas plomleyi Raven & Churchill, 1989 — Тасмания
- Migas quintus Wilton, 1968 — Новая Зеландия
- Migas sandageri Goyen, 1890 — Новая Зеландия
- Migas saxatilis Wilton, 1968 — Новая Зеландия
- Migas secundus Wilton, 1968 — Новая Зеландия
- Migas solitarius Wilton, 1968 — Новая Зеландия
- Migas taierii Todd, 1945 — Новая Зеландия
- Migas tasmani Wilton, 1968 — Новая Зеландия
- Migas toddae Wilton, 1968 — Новая Зеландия
- Migas tuhoe Wilton, 1968 — Новая Зеландия
- Migas variapalpus Raven, 1984 — Квинсленд

## Moggridgea
Moggridgea O. P.-Cambridge, 1875
- Moggridgea albimaculata Hewitt, 1925 — Южная Африка
- Moggridgea ampullata Griswold, 1987 — Южная Африка
- Moggridgea anactenidia Griswold, 1987 — Камерун
- Moggridgea australis Main, 1991 — Южная Австралия
- Moggridgea breyeri Hewitt, 1915 — Южная Африка
- Moggridgea clypeostriata Benoit, 1962 — Конго
- Moggridgea crudeni Hewitt, 1913 — Южная Африка
- Moggridgea dyeri O. P.-Cambridge, 1875 — Южная Африка
- Moggridgea eremicola Griswold, 1987 — Намибия
- Moggridgea intermedia Hewitt, 1913 — Южная Африка
- Moggridgea leipoldti Purcell, 1903 — Южная Африка
- Moggridgea loistata Griswold, 1987 — Южная Африка
- Moggridgea microps Hewitt, 1915 — Южная Африка
- Moggridgea mordax Purcell, 1903 — Южная Африка
- Moggridgea nesiota Griswold, 1987 — Комодские острова
- Moggridgea occidua Simon, 1907 — Остров Принсипи
- Moggridgea pallida Hewitt, 1914 — Намибия
- Moggridgea paucispina Hewitt, 1916 — Южная Африка
- Moggridgea peringueyi Simon, 1903 — Южная Африка
- Moggridgea pseudocrudeni Hewitt, 1919 — Южная Африка
- Moggridgea purpurea Lawrence, 1928 — Намибия
- Moggridgea pymi Hewitt, 1914 — Зимбабве, Южная Африка
- Moggridgea quercina Simon, 1903 — Южная Африка
- Moggridgea rupicola Hewitt, 1913 — Южная Африка
- Moggridgea rupicoloides Hewitt, 1914 — Южная Африка
- Moggridgea socotra Griswold, 1987 — Сокотра
- Moggridgea tanypalpa Griswold, 1987 — Ангола
- Moggridgea teresae Griswold, 1987 — Южная Африка
- Moggridgea terrestris Hewitt, 1914 — Южная Африка
- Moggridgea terricola Simon, 1903 — Южная Африка
- Moggridgea tingle Main, 1991 — Западная Австралия
- Moggridgea verruculata Griswold, 1987 — Конго
- Moggridgea whytei Pocock, 1897 — Центральная Африка

## Paramigas
Paramigas Pocock, 1895
- Paramigas alluaudi (Simon, 1903) — Мадагаскар
- Paramigas andasibe Raven, 2001 — Мадагаскар
- Paramigas goodmani Griswold & Ledford, 2001 — Мадагаскар
- Paramigas macrops Griswold & Ledford, 2001 — Мадагаскар
- Paramigas manakambus Griswold & Ledford, 2001 — Мадагаскар
- Paramigas milloti Griswold & Ledford, 2001 — Мадагаскар
- Paramigas oracle Griswold & Ledford, 2001 — Мадагаскар
- Paramigas pauliani (Dresco & Canard, 1975) — Мадагаскар
- Paramigas pectinatus Griswold & Ledford, 2001 — Мадагаскар
- Paramigas perroti (Simon, 1891) — Мадагаскар
- Paramigas rothorum Griswold & Ledford, 2001 — Мадагаскар

## Poecilomigas
Poecilomigas Simon, 1903
- Poecilomigas abrahami (O. P.-Cambridge, 1889) — Южная Африка
- Poecilomigas basilleupi Benoit, 1962 — Танзания
- Poecilomigas elegans Griswold, 1987 — Южная Африка

## Thyropoeus
Thyropoeus Pocock, 1895
- Thyropoeus malagasus (Strand, 1908) — Мадагаскар
- Thyropoeus mirandus Pocock, 1895 — Мадагаскар